# Roupala obtusata
Roupala obtusata är en tvåhjärtbladig växtart som beskrevs av Johann Friedrich Klotzsch. Roupala obtusata ingår i släktet Roupala och familjen Proteaceae. Inga underarter finns listade i Catalogue of Life.